# 80-й навчальний центр РВСП (СРСР)
80-й навчальний центр РВСП (80 УЦ РВСП, в/ч 77895) — навчальний центр у складі РВСП Збройних сил СРСР, призначений для підготовки та перепідготовки керівного складу ракетних полків і дивізіонів, офіцерів, сержантів і солдат-фахівців.

## Історія
28 липня 1961 року рішенням Колегії Міністерства оборони СРСР на базі 22-ї школи сержантів ВПС був сформований 80-й навчальний центр РВСН з місцем постійної дислокації в м. Котовськ (зараз Подільськ), Одеської області УРСР.
Був підпорядкований командувачу 43-ї ракетної армії. З грудня 1986 року за рішенням Головнокомандувача РВ був підпорядкований начальнику бойової підготовки РВСП.[джерело?]

## Керівництво
- полковник Родишевцев Віктор Олексійович (17.11.1960 -10.03.1962 рр.)
- полковник Глущенко Андрій Іванович (10.03.1962 -01.03.1965 рр.)
- полковник Лапшин Микола Васильович (20.03.1965 -05.09.1966 рр.)
- генерал-майор Чеботар Михайло Єфремович (27.08.1966 -24.03.1972 рр.)
- генерал-майор Осипов Валентин Маркович (06.06.1972 — 05.06.1979 рр.)
- полковник Коцур Дмитро Трохимович (05.06.1979 — 21.07.1983 рр.)
- генерал-майор Ламаш Володимир Григорович (21.07.1983 — 27.07.1990 рр.)